# 異物 -完全版-
『異物 -完全版-』（いぶつ かんぜんばん）は、2022年公開の日本映画。

## 概要
宇賀那健一が監督を務めた短編映画シリーズ『異物』『適応』『増殖』『消滅』の4編で構成されている。延々と繰り返す退屈な日常に、ある日何の前触れもなく異物が人々の日常に介入してくる様子を描く。

## 異物 -Extraneous Matter-
カリブ海国際映画祭で最優秀ファンタスティック短編映画賞を受賞。

### ストーリー
言い知れぬ閉塞感を感じながら毎日を過ごしていたカオル。彼氏のシュンスケはただ食事をするためだけにやって来て、何も言わずに帰っていく。働いているアルバイト先も、そこで働く同僚たちもどうにも好きになれない。そんな憂鬱な日々を過ごす中で、自宅にあるものがやって来る。

### キャスト
- カオル：小出薫
- シュンスケ：田中俊介
- 佐倉仁菜
- 春野恵
- 璃乃
- 宮藤あどね

## 適応 -Coexistence-

### ストーリー
トモミは何の変化もない日々の中におけるバーでのアルバイトに嫌気が差していた。トモミがそんなことを思っている中で、コウダイが何かを持ってバーへと急いでいた。その“何か”は昔の彼女に見せるためのものであった。

### キャスト
- トモミ：石田桃香
- コウダイ：吉村界人
- ミナ：田中真琴
- 樹智子
- オクヤマ・ウイ
- ムラタ・ヒナギク
- フカミ・アスミ

## 増殖 -Propagation-

### ストーリー
ゴミの処分場で働くリュウ、タケシ、ミサトは国からの補助金で新たな事業を始めていた。しかし、そんな最中リュウは現場であるものを発見してしまう。

### キャスト
- リュウ：宮崎秋人
- タケシ：ダンカン
- ミサト：高梨瑞樹

## 消滅 -Disappearance-

### ストーリー
『異物』から1年後、カオルは目まぐるしく動く社会の中で周りの小さな変化に囲まれながら過ごしていた。そんなある日、カオルが懇意にしているバーに向かうと、そこである異変が起きていた。

### キャスト
- カオル：小出薫
- 田辺桃子

## スタッフ
出典：
- 監督・脚本：宇賀那健一
- エグゼクティブプロデューサー：中原隆（サウスキャット）
- 撮影・編集：小美野昌史
- 照明：加藤大輝、本間光平
- 録音・整音・効果：紫藤佑弥
- 音楽：小野川浩幸
- 助監督：平波亘、伊藤祥、猫目はち、工藤渉
- スタイリスト：松田稜平、小笠原吉恵
- ヘアメイク：中村まみ、寺川ルミ、つくね綾音
- 特殊造型：千葉美生、遠藤斗紀彦
- VFX：若林みゆき
- ポスタースチール：James Ozawa
- 製作：『異物 -完全版-』製作委員会

## スピンオフドラマ
TOKYO MXにて2023年4月18日から5月2日の3週連続で、スピンオフドラマ『異物-アナザーストーリー-』が放送された。監督・脚本は映画と同じ宇賀那健一が務め、花瀬琴音、福松凜が出演。